# Cruz (heráldica)

Ejemplos de cruces heráldicas.

En heráldica, las cruces constituyen piezas o muebles.

## La cruz como pieza heráldica
La cruz en heráldica puede presentarse como pieza, es decir, el cargo de forma geométrica cuyo esmalte es distinto al del campo. Puede ser de dos tipos:

### Cruz plena
es aquella cuyos sus brazos alcanzan los bordes del escudo. En este caso la cruz es considerada una pieza honorable.

### Cruz abscisa o recortada
es aquella cuyos brazos no llegan a los bordes del escudo. Una cruz abcisa es una pieza no honorable.

### Cruz latina
También conocida como crux ordinaria en latín, es la formada por dos segmentos de diferente tamaño, el menor con una longitud equivalente a tres cuartos del mayor, que se entrecruzan en ángulo recto.

### Cruz griega
También conocida como crux immissa quadrata en latín, la cruz griega está formada por cuatro brazos de igual medida que intersecan en ángulo recto.

### Cruz de San Andrés
La llamada Cruz de San Andrés o cruz decusata es una cruz en forma de aspa muy utilizada en heráldica y en vexilología

## Ejemplos destacados de cruces heráldicas
| Denominación                                                | Detalles | Imagen |
| ----------------------------------------------------------- | --- | ------ |
| Cruceta                                                     | Son cruces de pequeño tamaño y formas diversas que figuran habitualmente en escudos sembrados |        |
| Cruz de Alcántara o Cruz de San Julián                      | Es una cruz con un diseño idéntico al de la Cruz de Calatrava, pero se diferencia de esta en que es de sínople (color verde). |        |
| Cruz ancorada o Cruz molina                                 | Aquella en la que sus extremos se dividen y terminan en forma de áncora. |        |
| Cruz bipartida o Cruz horquillada                           | Es aquella, habitualmente con forma de cruz griega, cuyos extremos se encuentran divididos o separados. |        |
| Cruz de Borgoña                                             | La cruz de Borgoña o aspa de Borgoña es una representación de la cruz de San Andrés en la que los troncos que forman la cruz quedan reflejados los nudos en los lugares donde se cortaron las ramas. |        |
| Cruz de Calatrava                                           | La cruz de Calatrava consiste en una cruz griega de gules (color rojo), con sus brazos con forma de flores de lis. Es el símbolo utilizado como emblema por la Orden de Calatrava. |        |
| Cruz del calvario                                           | La cruz del calvario es una cruz latina situada sobre varios peldaños. |        |
| Cruz de Cerdaña                                             | Se define como un conjunto cuadrado sobre una de sus esquinas con una muesca semicircular en cada lado. |        |
| Cruz dominicana                                             | La cruz dominicana consiste en una cruz griega' jironada de sable (color negro) y de plata (color blanco), con los brazos con forma de flores de lis. Es el símbolo utilizado como emblema por la Orden Dominicana. |        |
| Cruz estrecha                                               | Es toda aquella cruz que posea una anchura disminuida a la mitad del grosor habitual. |        |
| Cruz flecha                                                 | La cruz flecha es una cruz cuyos brazos terminan en puntas de flechas. En el uso cristiano, los extremos de esta cruz se asemejan a las barbas de anzuelos de pesca. Esto alude al símbolo de Ichthys de Cristo, y es sugestivo de los "pescadores de hombres", un tema del Evangelio. |        |
| Cruz fijada                                                 | Es aquella cruz con su brazo vertical de forma apuntada o aguzada en su parte inferior. Suele blasonarse con la expresión: "... con el pie fijado" |        |
| Cruz fileteada                                              | Es aquella que posee sus bordes de diferente esmalte (color). |        |
| Cruz flordeliseada o Cruz de Florencia                      | Es aquella con los extremos de sus brazos terminados en forma de flores de lis. |        |
| Cruz florenzada                                             | Es aquella que normalmente tiene forma de cruz griega o patada y los extremos de sus brazos terminados en tres lóbulos. |        |
| Cruz de Íñigo Arista                                        | La cruz de Íñigo Arista consiste en una cruz patada apuntada en su brazo inferior de plata (color blanco) que figura sobre el franco-cuartel de un campo de azur (color azul). |        |
| Cruz de Jerusalén                                           | Cruz potenzada cantonada de cuatro crucetas. "De plata a la cruz potenzada de oro cantonada de cuatro crucetas de lo mismo, que es de Jerusalén". La cruz potenzada es una cruz cuyos extremos tienen forma de T mayúscula o, más exactamente, de potenzas. El blanco representa la plata y el amarillo, el oro; está prohibido utilizar los dos representantes del mismo esmalte en un mismo blasón. Sin embargo, en ciertos eventos mayores, sucede que para marcar este hecho se hacen excepciones a esta regla. Habiendo reconocido tales errores, se debe inquirir el problema para saber si se trata de un verdadero error a corregir o si hay una razón muy importante para haberlas creado. Lo más frecuente, un hecho de armas notable. Las armas a inquirir más reputadas son aquellas del rey de Jerusalén (de hecho "Reconocido del Santo Sepulcro"), Godofredo de Bouillón cuyas armas eran: una cruz de oro sobre un fondo de plata. |        |
| Cruz jironada                                               | Cruz jironada es aquella cuyos brazos se encuentran divididos en jirones. |        |
| Cruz de Lorena                                              | Cruz de Lorena, también conocida como cruz de Anjou, es aquella que posee un travesaño doble. Figuraba en la heráldica de los duques de Anjou, más tarde convertidos en duques de Lorena. |        |
| Cruz de Malta                                               | La cruz de Malta, cruz de San Juan o cruz de ocho puntas es el símbolo de los caballeros que servían en el hospital de Jerusalén, conocidos primero como los Caballeros de la Orden Hospitalaria y luego como Caballeros de San Juan. Originalmente fue el símbolo de Amalfi, una pequeña república italiana del siglo XI. Sus brazos poseen la forma de cuatro "V" mayúsculas unidas por sus vértices, de forma que cada brazo tiene dos puntas. Su diseño se basa en cruces utilizadas desde la Primera Cruzada. |        |
| Cruz de Occitania                                           | También llamada cruz de Languedoc, cruz de Forcalquier o cruz de Tolosa. Es el símbolo de Occitania, fue utilizada en la heráldica de los condes de Tolosa. Consiste en una cruz con brazos del mismo tamaño y forma curvilínea y terminados en tres puntas, decorados con círculos rellenos. Habitualmente se representa perfilada. |        |
| Cruz de la Orden de Avis                                    | Es una cruz flordeliseada, siendo su esmalte (color) de sínople (verde). |        |
| Cruz de la Orden de Cristo                                  | Consiste en una cruz patada, perfilada con los bordes de sus brazos de gules y el interior de plata (color blanco). |        |
| Cruz de la Orden de Montesa                                 | Es una cruz con un diseño idéntico al de la Cruz de Calatrava, pero se diferencia de ésta en que es color sable (color negro) y de gules (color rojo) en la zona en que se cruzan sus brazos. |        |
| Cruz ortodoxa                                               | La cruz ortodoxa o cruz a ocho puntos es la que está formada de un palo alisado cargado de tres travesaños, el primero y el tercero más estrechos, y el tercero volcado hacia la izquierda (la derecha del espectador). |        |
| Cruz papal                                                  | También denominada cruz pontificia. Es aquella que cuenta con tres travesaños de diferente longitud, de mayor (el inferior) a menor (el superior). |        |
| Cruz patada                                                 | Cruz patada o cruz paté, como se la denomina a veces, es aquella cruz cuyos brazos se estrechan al llegar al centro y se ensanchan en los extremos. |        |
| Cruz perfilada                                              | Es el nombre que reciben las cruces en las que únicamente se encuentran representados sus bordes. |        |
| Cruz pometada                                               | La cruz pometada o Cruz pometeada es aquella, habitualmente griega, con los extremos de sus brazos adornados con pomos o pequeñas formas esféricas. |        |
| Cruz potenzada                                              | La cruz potenzada es aquella, habitualmente con forma de cruz griega, con los extremos de los brazos adornados con potenzas, que son unas pequeñas piezas con forma de letra "T" mayúscula. |        |
| Cruz recrucetada                                            | Es aquella cruz que tiene decorados los bordes de sus brazos con otras cruces de menor tamaño. |        |
| Cruz rusa                                                   | Es una cruz ortodoxa cargada de dos travesaños en vez de tres, el inferior volcado hacia la izquierda de la cruz (la derecha del espectador). |        |
| Cruz de San Jorge                                           | La cruz de San Jorge consiste en una cruz de gules (color rojo) con sus brazos iguales que alcanzan los extremos del escudo, de plata (color blanco). Muy empleada en heráldica y vexilología. |        |
| Cruz de San Juan Bautista                                   | La cruz de San Juan Bautista consiste en una cruz de plata (color blanco) con sus brazos iguales que alcanzan los extremos del escudo, en campo de gules (color rojo). Muy empleada en heráldica y vexilología, especialmente en Francia y en Italia. |        |
| Cruz de Santiago                                            | La cruz de Santiago es una cruz latina de gules (color rojo) apuntada simulando una espada, con forma de flor de lis en la empuñadura y en los brazos. Se cree que tiene origen en la época de las Cruzadas, cuando los caballeros llevaban pequeñas cruces con la parte inferior afilada para clavarlas en el suelo. |        |
| Cruz de Santiago (Orden de Santiago de la Espada, Portugal) | La cruz de Santiago de la orden portuguesa de Santiago de la Espada posee un diseño muy semejante a la cruz de Santiago pero es de color púrpura, el travesaño horizontal es de menor longitud y la barra vertical ligeramenta más ancha. |        |
| Cruz templaria                                              | Consiste en una cruz paté o patada, de gules (color rojo). También usaron una cruz ancorada roja. |        |
| Cruz teutónica o Cruz negra                                 | La cruz teutónica, también llamada cruz negra, consiste en una cruz patada con las extremidades de sus brazos convexas y el brazo inferior más largo a modo de cruz latina. Suele ser de color sable en ocasiones bordeada de plata (blanco). Ha inspirado el diseño de la cruz de hierro. |        |
| Cruz trebolada                                              | Es aquella con los extremos de sus brazos terminados en tres lóbulos, con una forma semejante a las hojas del trébol. |        |
| Cruz de San Millán                                          | La cruz visigoda posee cuatro brazos abiertos, decorados con hojas de ortiga y una flor situada en el centro. |        |
| Cruz Trinitaria                                             | El símbolo de la Orden Trinitaria, posee una forma de cruz griega, con el brazo vertical de color rojo (a veces representado de gulés) por encima el brazo horizontal de color azul. |        |